# Çalışkan, Silopi
Çalışkan là một thị trấn thuộc huyện Silopi, tỉnh Şırnak, Thổ Nhĩ Kỳ. Dân số thời điểm năm 2011 là 5.066 người.